# Toli (Dailekh)
Pour les articles homonymes, voir Toli.
Toli (en népalais : तोली) est un comité de développement villageois du Népal situé dans le district de Dailekh. Au recensement de 2011, il comptait 3 480 habitants.